# 田中愛治
田中 愛治（たなか あいじ、1951年11月17日 - ）は、日本の政治学者。専攻は計量政治学、政治過程論。早稲田大学総長（第17代）。世界政治学会（IPSA）会長を歴任。一般社団法人日本私立大学連盟会長。日本私立大学団体連合会会長。全私学連合代表。北京大学名誉博士。
田中清玄（右翼活動家、日本共産党書記長、「政界のフィクサー」）の次男。

## 経歴
東京都出身。武蔵中学校・高等学校を経て、1975年早稲田大学政治経済学部政治学科卒業。米国オハイオ州立大学大学院に留学。1985年オハイオ州立大学で政治学博士課程修了、Ph.D.（政治学）。
1986年道都大学社会福祉学部専任講師、1987年同助教授、1989年東洋英和女学院大学人間科学部社会科学科助教授、1994年青山学院大学法学部助教授、1996年同教授を経て、1998年から早稲田大学政治経済学部教授。
学部講義の他、早稲田大学独自のオムニバス授業である「大隈塾」のコーディネーターも担当している。国家公務員I種試験（行政職）などの試験委員も務める。
日本ニュース時事能力検定協会理事（2006年度まで）。早稲田大学理事（教務部門総括）。2010年から政治経済学会理事。2014年7月に世界政治学会（IPSA）会長に就任（任期2年）。
2018年、第16代早稲田大学総長の鎌田薫の任期満了に伴う総長選挙に立候補。推薦代表者となった須賀晃一政治経済学術院長をはじめ、渡邉義浩文学学術院教授、宮島英昭高等研究所所長、赤尾健一社会科学総合学術院教授、池岡義孝人間科学学術院教授、友添秀則スポーツ科学学術院教授、原田宗彦スポーツ科学学術院教授らが推薦人に名を連ねた。なお、Twitterで「総長選挙で、負けた方の候補者を支援した職員が左遷されたり、降格されることはあってはならない」とつぶやき、注目を集めた。そして島田陽一副総長との決選投票の末、当選を果たし、2018年11月より第17代総長に就任。政治経済学部出身者の総長選出は時子山常三郎第9代総長以来50年ぶりとなった。
2020年に早稲田大学政治経済学部教授を定年退職したが、総長の職務は継続している。2022年6月16日、早稲田大学の総長選挙があり、現職の田中愛治が再任された。9月から新任期に入る。2023年7月30日に北京大学より名誉博士号を授与された。

## 人物
- 早稲田大学空手部のOBである[16]。段位は5段[16]。
- みたらし団子が大好物であり[10]、自身のキャッチコピーとして「みたらしスパークル」を掲げている[10]。
- かつて教え子との対談[17]の最後で目を潤ませるなど、涙もろく人情に厚い一面も持つ。
- 総長を務める早稲田大学内では『♡治』という愛称で親しまれている｡

## 著書

### 単著
- 『日本政治のリーダーシップのあるべき姿 国民は政党指導者に何を求めているのか』早稲田大学総長室〈早稲田講義録 第18巻 第1号〉、2011年10月。

### 編集
- 『熟議の効用、熟慮の効果 政治哲学を実証する』勁草書房、2018年3月。ISBN 978-4326302666。

### 監修
- 河野勝編 編『期待，制度，グローバル社会』田中愛治監修、勁草書房、2009年9月。ISBN 978-4326301812。
- 須賀晃一・齋藤純一共編 編『政治経済学の規範理論』田中愛治監修、勁草書房、2011年3月。ISBN 978-4326301980。
- 小西秀樹編 編『政治経済学の新潮流』田中愛治監修、勁草書房、2012年3月。ISBN 978-4326302093。
- 河野勝編 編『新しい政治経済学の胎動 社会科学の知の再編へ』田中愛治監修、勁草書房、2013年7月。ISBN 978-4326302208。
- 日野愛郎・田中愛治共編 編『世論調査の新しい地平 CASI方式世論調査』田中愛治監修、勁草書房、2013年7月。ISBN 978-4326302192。
- 永田良・船木由喜彦共編 編『リーディングス 政治経済学への数理的アプローチ』田中愛治監修、勁草書房、2013年3月。ISBN 978-4326302178。
- 久保慶一・河野勝共編 編『民主化と選挙の比較政治学 変革期の制度形成とその帰結』田中愛治監修、勁草書房、2013年3月。ISBN 978-4326302161。

### 共著
- 伊藤光利、田中愛治、真渕勝『政治過程論』有斐閣〈有斐閣アルマ Specialized〉、2000年4月。
- 久米郁男、川出良枝、古城佳子、田中愛治、真渕勝『政治学』有斐閣、2003年12月。ISBN 978-4641053687。
  - 久米郁男、川出良枝、古城佳子、田中愛治、真渕勝『政治学』（補訂版）有斐閣、2011年12月。ISBN 978-4641053779。
- 久米郁男、田中愛治、河野勝『現代日本の政治』（新訂）放送大学教育振興会〈放送大学教材 1538705-1-0711〉、2007年4月。ISBN 978-4595307324。
- 田中愛治、河野勝、日野愛郎、飯田健、読売新聞世論調査部『2009年、なぜ政権交代だったのか 読売・早稲田の共同調査で読みとく日本政治の転換』勁草書房、2009年10月。ISBN 978-4326301829。

### 共編
- 内田満編 編『現代日本政治小辞典』今村浩・田中愛治・谷藤悦史・吉野孝編集委員、ブレーン出版、2005年3月。ISBN 978-4892427886。
- 北岡伸一・田中愛治共編 編『年金改革の政治経済学 世代間格差を超えて』東洋経済新報社、2005年3月。ISBN 978-4492701089。